# Memoria Chilena
Memoria Chilena es un sitio web chileno de contenidos culturales que ofrece investigaciones y documentos relativos a temas claves de la historia de Chile.
Es, además, una biblioteca virtual que preserva material de la Biblioteca Nacional de Chile, a la que pertenece, y otras instituciones del Servicio Nacional del Patrimonio Cultural.

## Historia

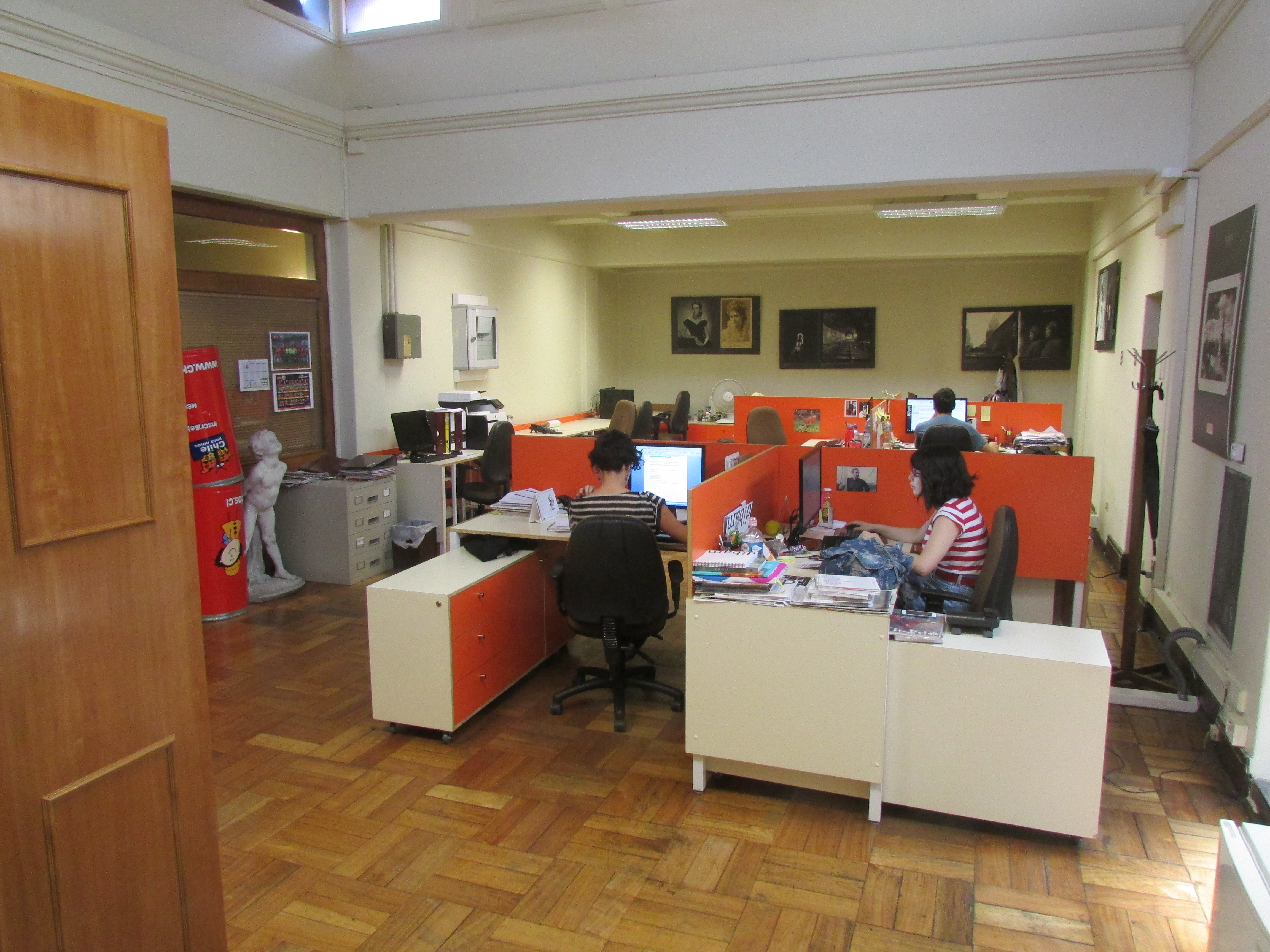
Vista de las oficinas de Memoria Chilena.

La idea original de Memoria Chilena fue concebida en 2001. Si bien el sitio web ya existía desde el año 2002, fue inaugurado oficialmente el 2 de septiembre de 2003, ese día se realizó una ceremonia que contó con la presencia de Ricardo Lagos, el entonces presidente de Chile, y Clara Budnik, la entonces directora de la Dirección de Bibliotecas, Archivos y Museos (Dibam). La inauguración del sitio es informada a su vez por Budnik al Consejo de Monumentos Nacionales, lo que se refleja en el acta de fecha 3 de septiembre de 2003.

## Organización
El portal organiza su material a través de sitios temáticos, que «abordan los procesos, hechos, personajes u obras relevantes del imaginario cultural e histórico de Chile». Los sitios temáticos contienen una presentación general, galerías de imágenes, documentos digitalizados, bibliografía relativa al tema, cronología, enlaces a sitios temáticos o sitios web relacionados, y archivos sonoros.

## Derechos de autor